# علي الفريوي
علي الفريوي لاعب كرة قدم تونسي، يلعب كحارس مرمى يلعب حالياً في قوافل قفصة.
لعب سابقاً في أندية شبيبة القروان والنادي البنزرتي والأولمبي الباجي واتحاد التطاوين ونادي الشعلة السعودي وقوافل قفصة.

## روابط خارجية
- علي الفريوي على موقع قاعدة بيانات كرة القدم.إي يو (الإنجليزية)